# Susana Traverso
Susana Traverso (Buenos Aires, Argentina; 11 de febrero de 1953) es una ex-vedette y actriz argentina de cine, teatro y televisión.

## Trayectoria
Susana Traverso comenzó trabajando como secretaria ejecutiva, hasta que un importante empresario la descubrió y se inició en el ámbito de la publicidad. Fue la cara de distintas marcas dirigidas al público masculino, como "Ginebra Llave" (Peters Hnos.) y "Vinos Uvita" (RPB s.a). Posteriormente hizo una publicidad de la Lotería Nacional con Alberto Olmedo, Jorge Porcel y Luis Puenzo.
En cine, estelarizó gran cantidad de películas entre las que se destacan Susana quiere, ¡el Negro también! de Julio De Grazia, Mirame la palomita (1985), acompañando a Alberto Olmedo y a Jorge Porcel, Mingo y Aníbal, Dos pelotazos en contra (1984), con los recordados Juan Carlos Calabró y Juan Carlos Minguito Altavista. En televisión actuó en el programa cómico No toca botón, de Alberto Olmedo, del cual fue reemplazada por Mónica Gonzaga. En 1998 condujo en Uruguay el ciclo de entretenimiento Sipi-nopo en Canal 12 (Teledoce), junto a Cacho de la Cruz.
En noviembre de 1978 hizo su debut como vedette sobre las tablas en una popular revista.

## Vida personal
En 1991 tuvo un importante accidente al rodar por una escalera, por lo que fue preciso darle 24 puntos en una pierna.
En los años 1980 tuvo a su único hijo al que llamó Alan.
La actriz no está relacionada de ninguna manera con el piloto de automovilismo Juan María Traverso. Tiene un nieto de nombre Dylan. [cita requerida]

## Cine
- Escándalo en la familia (1967)
- El gordo de América (1976)
- Los hombres sólo piensan en eso (1976)
- Basta de mujeres (1977)
- Las muñecas que hacen ¡pum! (1979)
- Juventud sin barreras (1979)
- La noche viene movida (1980)
- Los superagentes y la gran aventura del oro (1980)
- Sucedió en el fantástico Circo Tihany (1981)
- Los fierecillos indomables (1982)
- Los fierecillos se divierten (1982)
- Los extraterrestres (1983)
- Reina salvaje (1984)
- Los reyes del sablazo (1984)
- Mingo y Aníbal, dos pelotazos en contra (1984)
- Mirame la palomita (1985)
- Barbarian Queen (1985)
- Camarero nocturno en Mar del Plata (1986)
- Las colegialas se divierten (1986)
- Las minas de Salomón Rey (1986)
- Susana quiere, el negro también! (1987)
- Enfermero de día, camarero de noche (1990)
- Tus ojos brillaban (2004)
- Juego de opuestos (2004)

## Televisión
- La noche de Andrés (1980)
- No toca botón (1985)
- Oh, Susana (1986)
- Bum Bum (1988)
- Fotografía (1994)
- Sipi nopo (1998)

## Teatro
- Es-conde El Draculín (1979), en el Teatro Astros, junto con Alberto Olmedo, Jorge Porcel, Juan Carlos Calabró, Ethel Rojo, Mario Sapag y Tato Cifuentes, entre otros.
- Vivamos un sueño (1981) junto a Alberto Closas y Graciela Cohen.
- Camarero con cama adentro (1982), junto a María Concepción César, Juan Carlos Thorry, Guido Gorgatti y elenco.
- Destapadísima!!! (1984), con Javier Portales, Norman Erlich y Alfredo Barbieri.
- El bicho tuvo la culpa (1986), junto a Alberto Olmedo, Adrián Martel, Mónica Gonzaga, Silvia Pérez, Nancy Herrera y elenco.
- Sobre el amor y otros cuentos sobre el amor (1986), estrenada en el Teatro Blanca Podestá.
- Alta sociedad (1989), junto a Antonio Grimau y Nicolás Repetto entre otros.
- Alta sociedad (1991), comedia musical junto a Antonio Grimau y Nicolás Repetto.
- Camarero con cama adentro (1992), en el teatro Tabaris, teatro La sombrilla (en Villa Carlos Paz) junto a Tristán, Ignacio Quirós, Gilda Lousek, Andrés Vicente, Leticia Moreira y Andrea Gilmour.